# 国立長崎原爆死没者追悼平和祈念館
国立長崎原爆死没者追悼平和祈念館（こくりつながさきげんばくしぼつしゃついとうへいわきねんかん）は、1945年（昭和20年）8月9日の長崎市に投下された原子爆弾により死亡した人々や、その後に亡くなった被爆者を追悼し、世界平和を願う施設である。所在地は長崎県長崎市平野町7番8号。2003年（平成15年）7月開館。長崎市における国の追悼施設は同館が初めてである。長崎平和推進協会が運営・管理を行っている。入館は無料。単に追悼平和祈念館とも案内されている。

## 概要
「原子爆弾被爆者に対する援護に関する法律」の第41条の規定に基づき、国が広島市に次いで長崎に設置した。死没者名簿と遺影の永久保存、手記・体験記、映像資料などの収集と公開、被爆医療や平和を中心とした国際協力に関する情報提供を主な目的としている。
館内は名簿を保存する追悼空間、被爆証言の視聴、手記や遺影、関連図書類が閲覧できる学習コーナー、来場者が平和のメッセージを記帳する平和・交流コーナーからなる。
死没者名簿数は2009年8月9日現在で14万9266人。
登録された遺影は5204人、また、登録された原爆死没者数は6514人（差は、名前のみ登録されている人数）となっている。
ちなみに、2010年（平成22年）3月31日現在5292人、登録された原爆死没者数は6624人（差は、名前のみ登録されている人数）となっている。

## 建物
長崎原爆資料館と長崎市平和会館に隣接している。原爆資料館から入館した場合、同一施設と錯誤する利用者も多いが、前者は長崎市立、同館は国立の施設である。また同館は原爆資料館とは異なり、無料で入館できる。
静寂、光、水を要所に生かした地下2階建。地下を活用することで、追悼施設としての静寂な空間を保ち、爆心地周辺の景観を建築物で遮蔽しないようにした。原爆資料館は長崎原爆の学習施設という性格上、解説音声や映像などが発する音があふれているが、同館に入館すると雰囲気は一転、静かな祈りの空間となる。
館内のいたるところに水盤を配置し、原子爆弾による灼熱の中で亡くなった犠牲者を悼む。建物の地上部は、黒御影石を張った直径29メートルの水盤と強化ガラスの構造物からなる。水盤の底には約7万個（1945年末までの推計死没者数と同一）の光ファイバーを埋め込んでいる。夕暮れになると点灯し、水面に幻想的な雰囲気を醸し出す。地下2階にある追悼空間は林立する高さ9メートルのガラス柱と、ガラス越しに地上から入り込む光が荘厳な印象を与える。
設計は栗生明。総工費は約44億円。2006年村野藤吾賞を受賞。

## 平和メッセージ
平和メッセージは館内に設置されたディスプレイ上にペン状のスティックを用い、自由に記帳できる。メッセージを書き込んだ人物の写真が撮られ、ともに書き込んだ日から10年間同館で保存される。世界平和へのメッセージばかりでなく、恋人らが「10年後の自分へ」というテーマを書き込むケースも多い。

## アクセス
- 長崎駅から長崎電気軌道「赤迫」行で原爆資料館電停下車。徒歩約3分
- 長崎バス8番系統下大橋行き医学部前下車徒歩3分